# Карибская Южная Америка
Карибская Южная Америка — географическая область континента Южная Америка, примыкающая к Карибскому морю. В неё входят государства и одно из заморских владений Франции:
| Государство         | Площадь, км² | Население, чел. | Примечания |
| ------------------- | ------------ | --------------- | --- |
| Венесуэла           | 916 445      | 30 761 000      | Второе по территории и населению государство региона. Полное название — Боливарианская Республика Венесуэла                  |
| Гайана              | 214 970      | 751 223         | Официальное название — Кооперативная республика Гайана. До 1966 года — Британская Гвиана                                     |
| Колумбия            | 1 141 748    | 48 400 388      | Крупнейшее по территории и населению государство региона                                                                     |
| Панама              | 78 200       | 3 689 293       | Наименьшее по территории государство региона. Является трансконтинентальным: относится как к Южной, так и к Северной Америке |
| Суринам             | 163 821      | 585 824         | Наименьшее по населению государство региона. Ранее было известно, как Нидерландская Гвиана                                   |
| Французская Гвиана* | 91 000       | 237 549         | Крупнейший заморский регион и одновременно заморский департамент Франции                                                     |
|                     | 2 606 184    | 84 425 277      | |